# 개심사명 청동은입사 향완
개심사명 청동은입사 향완(開心寺銘 靑銅銀入絲 香垸)은 대한민국 충청남도 예산군 덕산면 사천리, 수덕사 근역성보관에 소장된 개심사의 향로이다. 2003년 10월 30일 충청남도의 유형문화재 제170호로 지정되었다.

## 개요
이 향완은 신부와 대부는 별도로 떨어지게 되어 있으며, 높이와 입지름의 길이가 비슷한 균형있고 아름다운 고려시대의 향완으로서, 뛰어난 입사기법을 사용하여 회화성도 훌륭한 편이며 구경에는 명문이 있어 향완 주조 사찰인 개심사와 현문이라는 시주자명 등을 정확히 알 수 있다.
주된 문양인 보상화문이나 앙련과 복련문 등의 아름다운 문양과 균형잡힌 몸매 등 뛰어난 불교미술작품으로서 종교적·미술사적인 측면에서 가치가 크다.

## 참고 자료
- 개심사명 청동은입사 향완 - 국가유산청 국가유산포털